# Osamu Shimomura

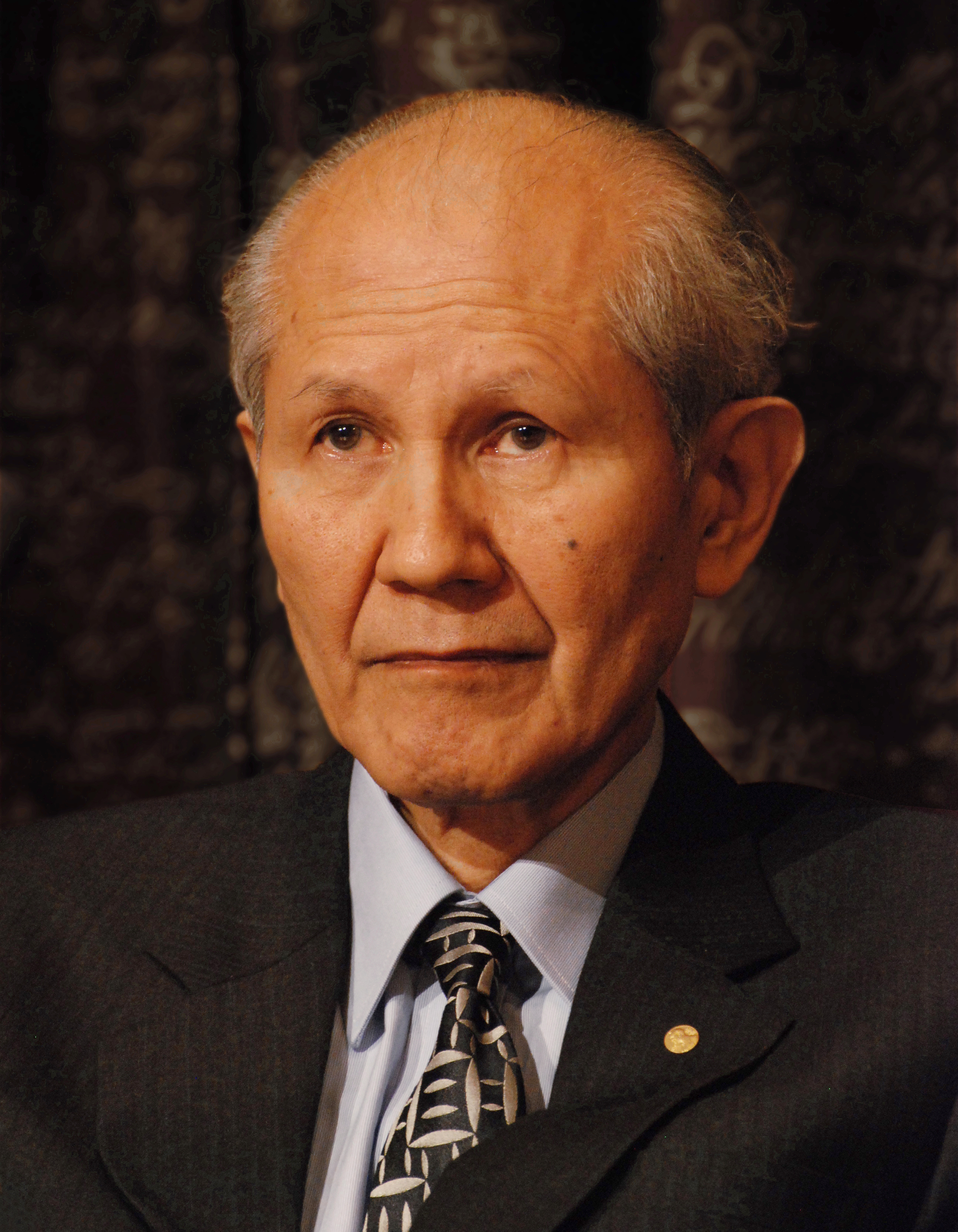
Osamu Shimomura (2008)

Osamu Shimomura (japanisch 下村 脩, Shimomura Osamu; * 27. August 1928 in Kyōto; † 19. Oktober 2018 in Nagasaki) war ein japanischer Biochemiker und gemeinsam mit Martin Chalfie und Roger Tsien Träger des Nobelpreises für Chemie 2008.

## Leben und Werk
Shimomura schloss sein Studium der Pharmazie 1951 in Nagasaki ab und war dann vier Jahre lang Assistent von Shungo Yasunaga an der Pharmazie-Abteilung der Universität Nagasaki. 1955 wechselte er zur organischen Chemie ans Labor von Yoshimasa Hirata der Universität Nagoya. 1960 wurde er für seine Studien zum Luciferin der Cypridina zum Doktor in organischer Chemie promoviert. Anschließend ging er zu Frank Johnson an die Princeton University. Nach einer außerplanmäßigen Professur für Geowissenschaften 1963 bis 1965 an der Universität Nagoya ging er endgültig in die USA: 1965 bis 1982 forschte er an der Princeton University. 1982 bis 2001 war er Honorarprofessor an der Boston University und Forscher am Meeresbiologischen Laboratorium Woods Hole. Ab 2001 betrieb er sein privates Photoprotein Laboratory.
Shimomura arbeitete auf dem Gebiet der Biolumineszenz, besonders von marinen Lebewesen. Ab 1955 untersuchte er das blaue Leuchten von Cypridina, deren Luciferin er 1956 kristallisieren konnte. 1961 entdeckte er Aequorin und das grün fluoreszierende Protein (GFP) in der Qualle Aequorea victoria. Sein weiteres Forscherleben widmete er fast vollständig dem Erkunden der Eigenschaften dieser beiden Moleküle. Um die Struktur von Aequorin – das bei Anwesenheit von Ca2+ Chemolumineszenz zeigt – genauer zu untersuchen, musste er zweieinhalb Tonnen Quallen (etwa 50.000 Tiere) fangen und daraus das blau fluoreszierende Molekül AF-350 gewinnen. Später entwickelte er semi-synthetische Aequorinmoleküle mit verbesserter Calciumempfindlichkeit. Nachdem es Martin Chalfie 1994 gelungen war, das Aequorin-Gen in anderen Lebewesen zur Expression zu bringen, waren größeren Mengen verfügbar, sodass Shimomura im Jahr 2000 schließlich die Struktur von Aequorin mittels Kristallstrukturanalyse bestimmen konnte. 1974 konnte er mit Hilfe von Mitarbeitern den Energietransport von Aequorin auf das GFP aufklären und 1979 die Struktur vom GFP bestimmen.
Shimomura war mit Akemi Shimomura verheiratet. Er starb im Oktober 2018 im Alter von 90 Jahren. Sein Sohn Tsutomo Shimomura ist Computersicherheitsexperte.

## Schriften (Auswahl)
- Osamu Shimomura: The discovery of aequorin and green fluorescent protein. In: Journal of Microscopy. Band 217, 2005, S. 3–15. PMID 15655058. doi:10.1111/j.0022-2720.2005.01441.x
- Bioluminescence. Chemical Principles and Methods. World Scientific, New Jersey, London 2006, ISBN 978-981-256-801-4

## Auszeichnungen
- 2004 Pearse Prize (Royal Microscopic Society)
- 2005 Emile Chamot Award (State Microscopical Society of Illinois)[11]
- 2007 Asahi-Preis (Asahi Shimbun)
- 2008 Nobelpreis für Chemie
- 2008 Ernennung zum Bunka Kōrōsha, zur Person mit besonderen kulturellen Verdiensten und darüber hinaus zum Träger des Kulturordens
- 2013 Mitglied der National Academy of Sciences